# 三色牵牛
三色牵牛（學名：Ipomoea tricolor），又名天蓝牵牛，为旋花科番薯属一年生植物，是常見的觀賞植物。可長達3公尺，原產熱帶美洲。靠纏繞莖攀緣。葉廣橢圓形至心形。花直徑可達12.5公分，漏斗狀，藍色，有時為紫色或紅色，頸部黃色。與甘薯和旋花近緣。

## 生物碱
三色牵牛种子含有LSA和LSH等生物碱，这是因为存在一种共生真菌Periglandula ipomoeae，它可以产生这些生物碱。

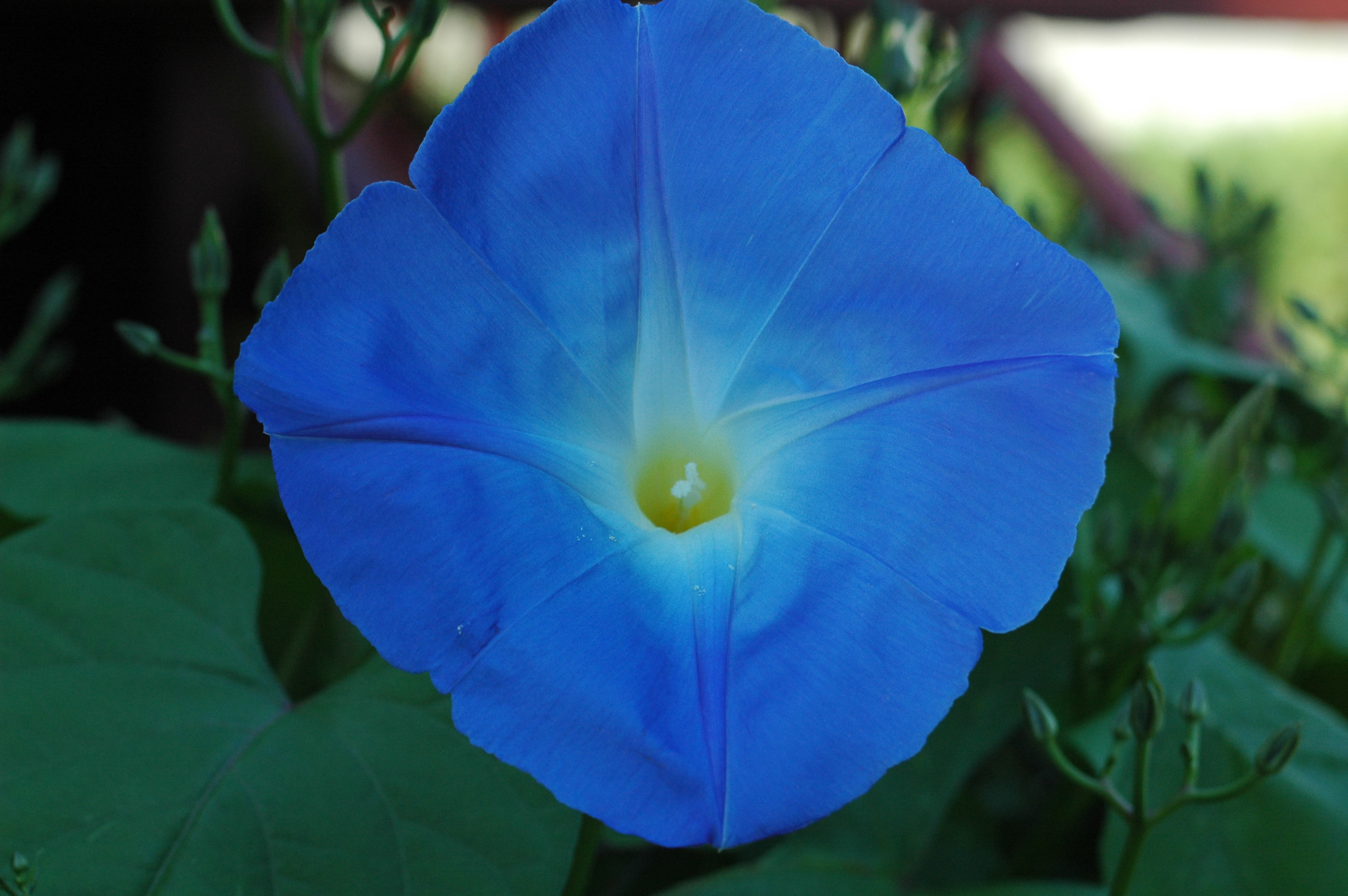
'Heavenly Blue'花朵特写

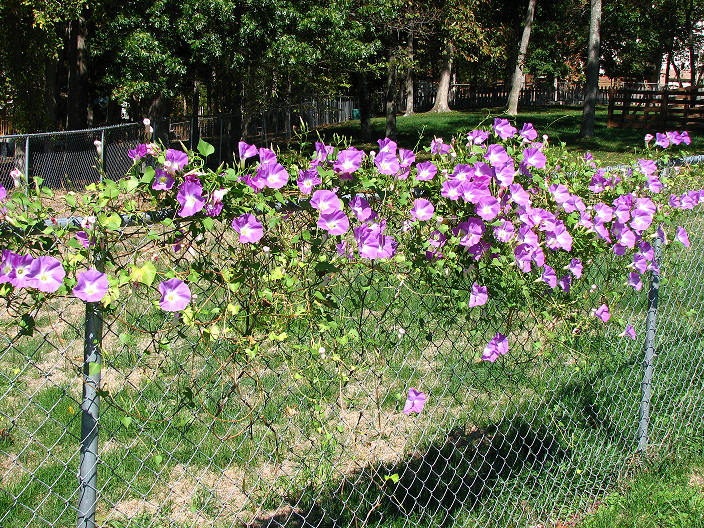
'Wedding Bells'
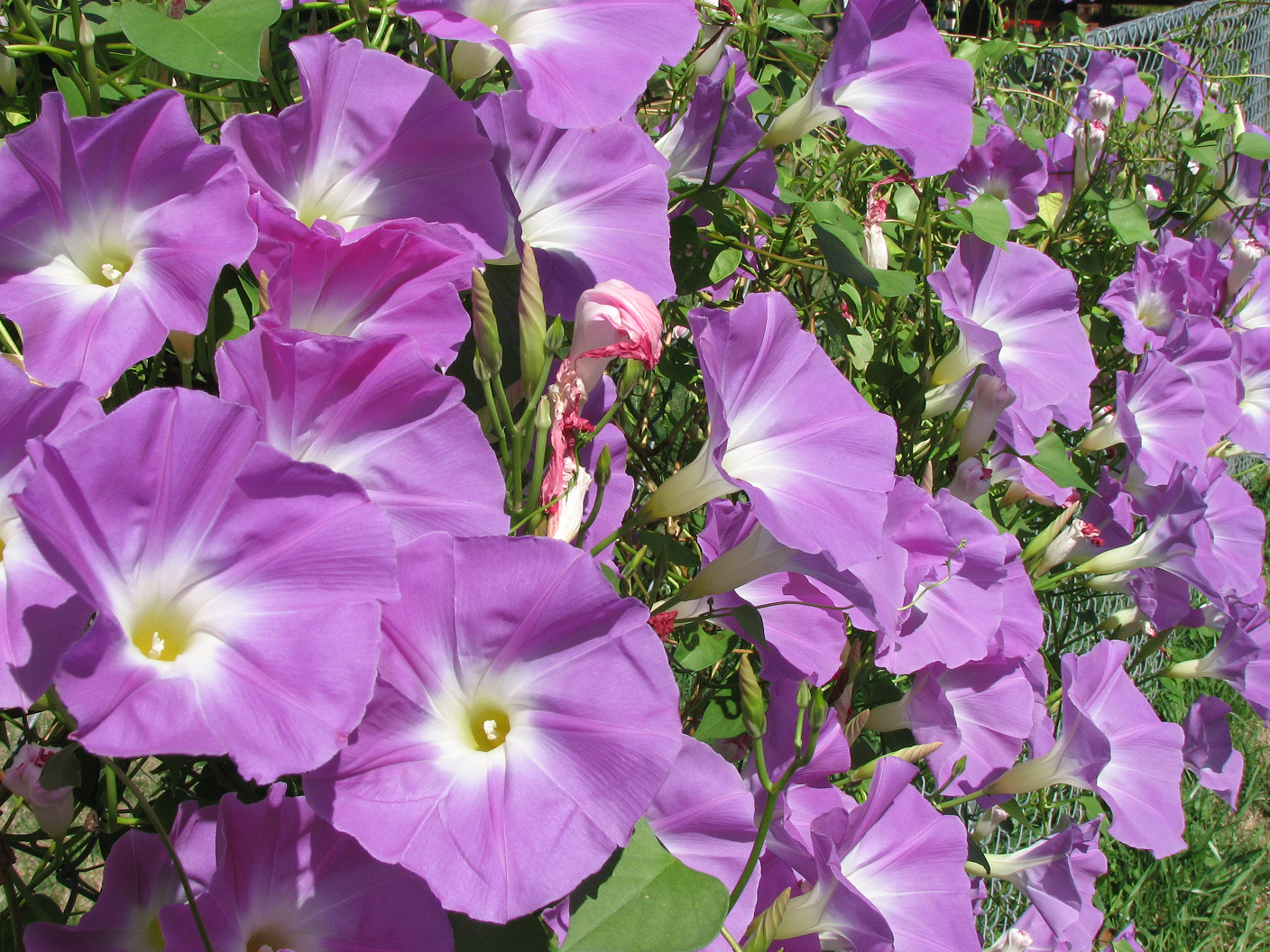
'Wedding Bells'特写